# I Love You (Axwell Ʌ Ingrosso)
I Love You è un singolo del duo musicale svedese Axwell Ʌ Ingrosso, pubblicato il 10 febbraio 2017 ed incluso nel primo album in studio More than You Know.

## Descrizione
Nona traccia del disco, I Love You, descritta come una ballata, vede la partecipazione vocale del rapper statunitense Kid Ink.

## Video musicale
Il video musicale, girato a Los Angeles e diretto da Colin Tilley, è stato reso disponibile l'8 marzo 2017.

## Tracce
Testi e musiche di Axel Hedfors, Sebastian Ingrosso, Brian Todd Collins, Gerard Folkestad Taylor, Johnathan Carter Cunningham e Madison Love.
Download digitale
1. I Love You (ft. Kid Ink) – 3:11

Download digitale – CID Remix
1. I Love You (ft. Kid Ink) (CID Remix) – 2:36

Download digitale – Stripped
1. I Love You (Stripped) (ft. Kid Ink) – 3:29

Download digitale – Remixes EP
1. I Love You (ft. Kid Ink) (Dub) – 4:02
2. I Love You (ft. Kid Ink) (William. Remix) – 3:01
3. I Love You (ft. Kid Ink) (Machinedrum Remix) – 3:42
4. I Love You (ft. Kid Ink) (David Puentez Remix) – 2:44

Download digitale – Chace Remix
1. I Love You (Chace Remix) – 2:53

## Formazione
Musicisti
- Kid Ink – voce
- Axel Hedfors – tastiera, programmazione
- Sebastian Ingrosso – tastiera, programmazione
- David Bukovinszky – violoncello
- Jungen B Linderholm – violoncello
- Mattias Johansson – editing, violino
- Mattias Bylund – arrangiamento corde, corde
- Yuki Tashiro – violino

Produzione
- Axel Hedfors – produzione, mastering, missaggio, registrazione
- Sebastian Ingrosso – produzione, mastering, missaggio, registrazione
- Mattias Johansson – registrazione

## Classifiche

### Classifiche settimanali
| Classifica (2017) | Posizione massima |
| ----------------- | ----------------- |
| Belgio (Fiandre)  | 80                |
| Paesi Bassi       | 56                |
| Regno Unito       | 72                |
| Russia            | 172               |
| Svezia            | 10                |
| Ucraina           | 27                |

### Classifiche di fine anno
| Classifica (2017) | Posizione |
| ----------------- | --------- |
| Svezia            | 52        |